# Quasi-prion
El cuasiprión (nombre formal Quasi-prion) es una proteína o secuencias de proteínas que presentan un comportamiento similar a un prion; pero a diferencia de aquel, el cuasiprión no es transmisible ni infeccioso entre individuos ni entre células.
Un ejemplo es la proteína de señalización antiviral mitocondrial cuasipriónica (MAVS), la cual funciona en la respuesta inmune innata en humanos. In vitro, se ha logrado propagar la forma agregada con la introducción en otra célula, lo cual no sucede in vivo.
Otro ejemplo es el conjunto de secuencias consideradas "prionogénicas", produciéndose la propagación a la progenie en levaduras durante la división mitótica.
En la bacteria E. coli, la proteína RepA-WH1 causa una proteinopatía amiloide, que es transmisible de células madre a hija, pero no es infecciosa. A veces, se le llama prionoide, sin embargo, lo más correcto es cuasiprión porque no se transmite de una bacteria a otra.